# Ergògraf

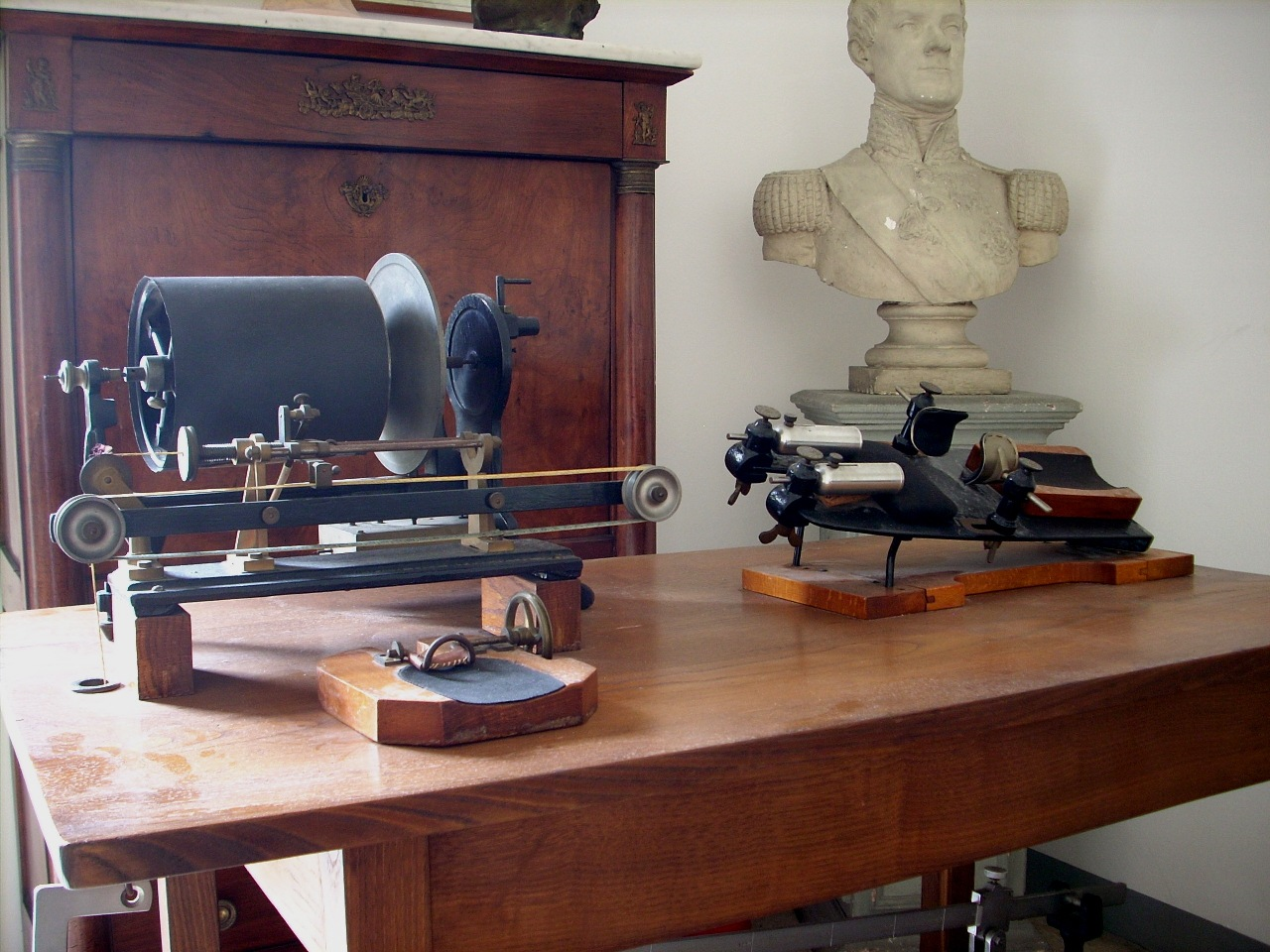
Ergògraf original d'Angelo Mosso

L'ergògraf és un aparell inventat per l'italià A. Mosso (1846 - 1910) que serveix per mesurar la força emprada en una contracció muscular. En psicologia, s'usa per detectar les variables que poden influir en un treball muscular com per exemple la fatiga, les disposicions motivacionals, els estímuls, etc.